# Chojno (gromada)
Chojno – dawna gromada, czyli najmniejsza jednostka podziału terytorialnego Polskiej Rzeczypospolitej Ludowej w latach 1954–1972.
Gromady, z gromadzkimi radami narodowymi (GRN) jako organami władzy najniższego stopnia na wsi, funkcjonowały od reformy reorganizującej administrację wiejską przeprowadzonej jesienią 1954 do momentu ich zniesienia z dniem 1 stycznia 1973, tym samym wypierając organizację gminną w latach 1954–1972.
Gromadę Chojno z siedzibą GRN w Chojnie (obecnie Chojno-Wieś) utworzono – jako jedną z 8759 gromad na obszarze Polski – w powiecie szamotulskim w woj. poznańskim, na mocy uchwały nr 35/54 WRN w Poznaniu z dnia 5 października 1954. W skład jednostki weszły obszary dotychczasowych gromad Chojno i Kobus (bez obszaru leśnego administrowanego przez Nadleśnictwo Państwowe w Sierakowie) ze zniesionej gminy Wronki oraz miejscowości Karolewo, Witoldowo i Zdroje z dotychczasowej gromady Lubowo ze zniesionej gminy Wróblewo – w tymże powiecie. Dla gromady ustalono 10 członków gromadzkiej rady narodowej.
Gromada przetrwała do końca 1972 roku, czyli do kolejnej reformy gminnej.